# Ribatejo

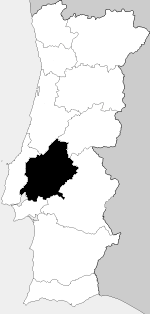
Ribatejo

Ribatejo (kiejtés IPA [ʁiβɐ'tɛʒu]) Portugália egyik történelmi tartománya az ország közepén, amelynek a másik kilenc történelmi tartománytól eltérően sem tengerpartja, sem Spanyolországgal közös határa nincs. Portugália mezőgazdasági központja. Keresztülhalad rajta a Tagus folyó.
Három kerületből (portugálul distrito) áll, és összesen 21 önkormányzatból (portugálul município vagy concelho) áll.
Ezek:
- Lisszabon: Azambuja, Vila Franca de Xira.
- Portalegre: Ponte de Sor.
- Santarém: Abrantes, Alcanena, Almeirim, Alpiarça, Benavente, Cartaxo, Chamusca, Constância, Coruche, Ferreira do Zêzere, Golegã, Rio Maior, Salvaterra de Magos, Santarém, Sardoal, Tomar, Torres Novas, Vila Nova da Barquinha.

Legnagyobb városa Santarém és Tomar.